# Szilárd Borbély
Szilárd József Borbély (1. listopad 1963 Fehérgyarmat – 19. únor 2014 Debrecín) byl maďarský básník, literární vědec a překladatel z němčiny a angličtiny.

## Život a dílo
Szilárd Borbély pocházel z nemajetné židovské rodiny, dědeček z otcovy strany přišel o život v koncentračním táboře v Osvětimi. Vyrostl na vesnici a po absolvování základní vojenské služby studoval maďarský jazyk a literaturu na univerzitě Lajose Kossutha v Debrecínu. Od roku 1989 se jako vysokoškolský pedagog zabýval maďarskou barokní literaturou a literaturou počátku 19. století. Ve své studii A Vanitatum vanitas szövegvilágáról (1995) se zaobíral lyrickou tvorbou maďarského básníka Ference Kölcseye (1790–1838).
V roce 1988 uveřejnil svoji první básnickou sbírku s názvem Adatok. Zabýval se také literárními překlady německých autorů, mezi které patřili např. Monika Rinck, Hendrik Jackson, Robert Gernhardt, nebo Durs Grünbein.
Při vloupání do domu jeho rodičů zemřela jeho matka a otec byl těžce zraněn; tuto událost Szilárd Borbély literárně zpracoval v díle Halotti pompa (2004).
V roce 2013 uveřejnil svůj první a posmrtně pozitivně přijímaný román Nincstelenek: Már elment a Mesijás?. Český literární časopis A2 zařadil tento román mezi nejlepší světové prózy po roce 2000.
Szilárd Borbély se potýkal s depresemi. Dne 19. února 2014 spáchal ve věku 50 let v Debrecínu sebevraždu.

## Publikační činnost (výběr)

### České překlady zmaďarštiny
- Nemajetní: Mesyjáš už je pryč? (orig. 'Nincstelenek: Már elment a Mesijás?'). 1. vyd. Praha: Odeon, 2016. 281 S. Překlad: Robert Svoboda
- Berlin-Hamlet. 1. vyd. Prague: Agite/Fra, 2008. 107 S. Překlad: Ottilie Mulzet
- Pompa funebris: sekvence.[5] 1. vyd. Zblov: Opus, 2006. 136 S. Překlad: Lucie Szymanowská